# Mangrove (Film)
Mangrove ist ein Filmdrama von Steve McQueen, das Ende September 2020 beim New York Film Festival 2020 seine Premiere feierte. Seit 20. November 2020 ist der Film in den USA über Amazon Prime Video verfügbar und wurde wenige Tage früher bei BBC One gezeigt. Der Film thematisiert Polizeigewalt und -willkür gegenüber der schwarzen Bevölkerung, aber auch die Auflehnung im Rahmen einer Demonstration, des sogenannten „Mangrove March“, im Jahr 1970 und den späteren Prozess gegen die Mangrove Nine. Der Film konzentriert sich dabei auf drei der neun Angeklagten, Frank Crichlow gespielt von Shaun Parkes, Altheia Jones-Lecointe gespielt von Letitia Wright und Darcus Howe gespielt von Malachi Kirby und ist der erste Teil der Small Axe-Filmreihe.

## Handlung
Der in Trinidad geborene Frank Crichlow hat gerade im Londoner Stadtteil Notting Hill ein Restaurant eröffnet, dem er den Namen Mangrove gegeben hat. Seine Tante Betty ist die Köchin des Restaurants. Für den weißen Polizisten Frank Pulley ist bereits das „Black Ownership“-Schild im Fenster eine Provokation. Der rassistische Police Officer hat ein Problem mit Schwarzen und glaubt, das Mangrove sei ein Treffpunkt für Kriminelle und Prostituierte. Daher beschließt er, Crichlow zu brechen. In den folgenden Wochen kommen Pulley und seine Kollegen immer wieder im Rahmen von unangekündigten Polizeirazzien in das Mangrove, greifen Gäste und Mitarbeiter an, rufen rassistische Beleidigungen und verursachen jedes Mal erheblichen Schaden.

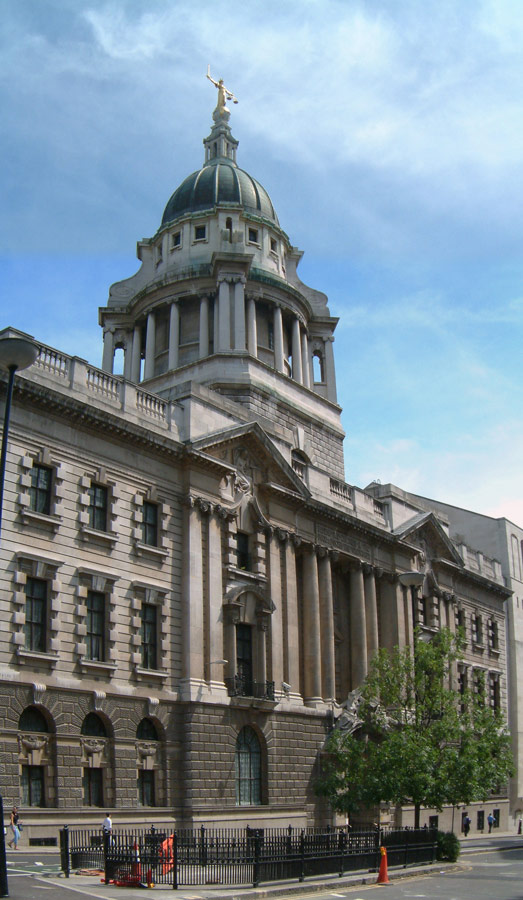
Wenige Monate nachdem sie auf die Straße gegangen sind, finden sich die Mangrove Nine auf der Anklagebank des Old Bailey wieder

Weil Frank Crichlows wiederholte Beschwerden hierüber bei der Polizei und beim Innenministerium ungehört bleiben und seine Gäste schon völlig verängstigt sind, steht er kurz davor, das Mangrove aufzugeben. Doch die Community von Notting Hill hat für ihn gespendet, und ein Stammgast kommt mit einer Keksdose voller Geld zu ihm. Er soll versuchen, das Mangrove als das neue Zentrum der Black Community zu halten.
Nach einer Reihe von weiteren Polizeirazzien schließt er die Küche und stellt das Mangrove den schwarzen Aktivisten zur Verfügung, obwohl er eigentlich immer nur vorhatte, ein gutes Restaurant zu führen, das würzige westindische Küche serviert. An einem Tag im August 1970 gehen rund 150 Menschen auf die Straße, die das Mangrove erhalten wollen, darunter die Black-Panther-Anführerin Altheia Jones-LeCointe und der Aktivist Darcus Howe. Gemeinsam marschieren sie von einer Polizeistation zur nächsten und fordern, man sollte das Mangrove in Ruhe lassen. Pulley habe die Berichte über angebliche Drogengeschäfte, Glücksspiel und Prostitution im Mangrove gefälscht, die als Grund für die Razzien angegeben wurden.
Als sich wenige Monate später neun der Demonstranten auf der Anklagebank des Old Bailey wiederfinden, dem höchsten Gericht des Landes, das sonst nur bedeutende Kriminalfälle verhandelt, werden sie von dem jungen weißen Anwalt Ian MacDonald vertreten. Der beantragt bei dem vorsitzenden Richter Edward Clarke eine rein schwarze Jury unter Berufung auf die Magna Carta, nach der jedermann das Recht hat, von Gleichaltrigen oder Gleichgestellten vor Gericht gestellt zu werden. Zwar lehnt der sture, alte Richter den Antrag ab, doch der Verteidigung gelingt es, dass zwei Schwarze als Juroren ausgewählt werden. Altheia nutzt den Prozess, einen Arzt zu diskreditieren, der von Bissspuren berichtet, die sie angeblich bei einem Polizisten hinterlassen hat. Der aufgrund seiner juristischen Ausbildung versierte Darcus kann zudem in der Verhandlung die Glaubwürdigkeit von PC Pulley demontieren.

## Die Mangrove Nine
Die Mangrove Nine waren eine Gruppe britischer schwarzer Aktivisten, die 1970 wegen Aufruhrs angeklagt wurden. Ihr Prozess dauerte 55 Tage. Sie alle wurden von den schwerwiegendsten Anklagen freigesprochen. Während des Prozesses wurde erstmals im Vereinigten Königreich eine rassistisch motivierte Verhaltensweise durch die Metropolitan Police nachgewiesen.

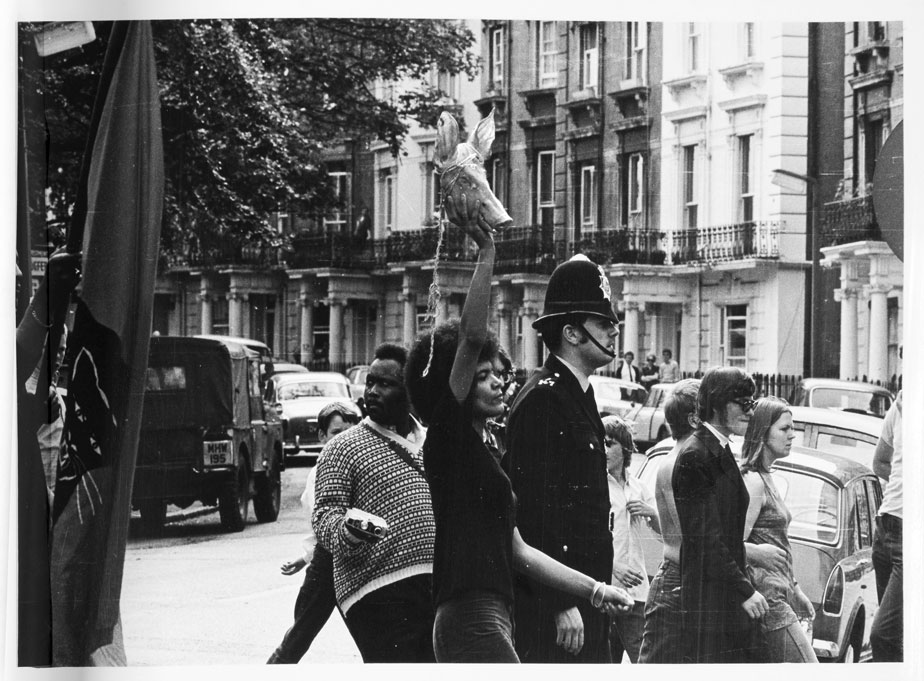
Barbara Beese, eine der Mangrove Nine und Darcus Howes damalige Lebensgefährtin, im August 1970

Das „Mangrove“, nach dem die Neun benannt wurden, war ein Restaurant und wichtiger Treffpunkt für die schwarze Gemeinde in der Gegend von Notting Hill, auch für schwarze Intellektuelle und Aktivisten. Trotz fehlender Beweise wurde es wiederholt im Rahmen von Drogenrazzien von der Polizei durchsucht. Insgesamt führte „The Heavy Mob“, wie die Einheit genannt wurde, zwischen Januar 1969 und Juli 1970 zwölf Razzien durch. Als Reaktion darauf veranstaltete die schwarze Gemeinde am 9. August 1970 einen Protest, bei dem 150 Menschen zur örtlichen Polizeistation marschierten. Gewalt zwischen Polizei und Demonstranten führte zu einer Reihe von Verhaftungen. Nachdem verschiedene Optionen in Betracht gezogen worden waren, darunter die Anstiftung zu Rassenhass nach dem Race Relations Act und die Abschiebung nach neuen Einwanderungsbestimmungen, wurden die Mangrove Nine schließlich wegen Aufruhrs angeklagt. Der Fall wurde vom vorsitzenden Richter abgewiesen, der feststellte, dass die Aussagen von 12 Polizeibeamten zeigten, dass sie schwarzen Radikalismus mit krimineller Absicht gleichsetzten. Dennoch wurde erneut eine Aufnahme des Prozesses durchgesetzt, wobei zwei der 12 Mitglieder der Jury Schwarze waren. Zu den Mangrove Nine, die nach dem Marsch verhaftet und wegen Aufruhrs angeklagt wurden, gehörten Barbara Beese, Rupert Boyce, Frank Crichlow, Rhodan Gordon, Darcus Howe, Anthony Innis, Altheia Jones-Lecointe, Rothwell Kentish und Godfrey Millett.

## Produktion

### Stab, Entstehung und Filmtitel
Regie führte der Brite Steve McQueen. Ein Jahr nach seinem Erfolg mit 12 Years a Slave bei der Oscarverleihung 2014 wurde bekannt, dass er eine sechsteilige Serie für BBC plant, mit John Boyega im Casting. Später war Mangrove 9 oder kurz Mangrove als eine der geplanten Folgen des Projekts Small Axe geplant, bei der McQueen Regie führte. Das Herzstück der Filmreihe ist das titelgebende Restaurant „Mangrove“ in Ladbroke Grove. Aus dieser Idee heraus entwickelte McQueen den Film für eine letztlich fünfteilige Filmreihe.
Die aus der Karibik stammenden Eltern des 1969 geborenen McQueen kamen nach dem Zweiten Weltkrieg auf Einladung nach Großbritannien. Der Regisseur verarbeitete in den Filmen Familiengeschichten dieser Art und seine eigenen Erinnerungen. Jeder Film der Reihe beleuchtet so eine andere, wenig bekannte Geschichte über den „Black Proud“ zu unterschiedlichen Zeiten aus unterschiedlichen schwarzen Blickwinkeln. Sie zeigen auch die Helden der britischen Windrush-Generation, Angehörige der schwarzen Diaspora, die in ihren eigenen Dialekten sprechen und in ihrer Kultur schwelgen, und spielen zwischen den späten 1960er und frühen 1980er Jahren.
Der Titel der Filmreihe nimmt Bezug auf ein jamaikanisches Sprichwort und dessen Verwendung im Song Small Axe von Bob Marley, in dem es heißt: If you are the big, big tree, Let me tell you that: we are the small axe, Ready to cut you down. Dies bringt zum Ausdruck, dass relativ marginale oder kleine Gegenstimmen mächtigere erfolgreich herausfordern können. Das Drehbuch schrieb McQueen gemeinsam mit Alastair Siddons.

### Besetzung und Dreharbeiten

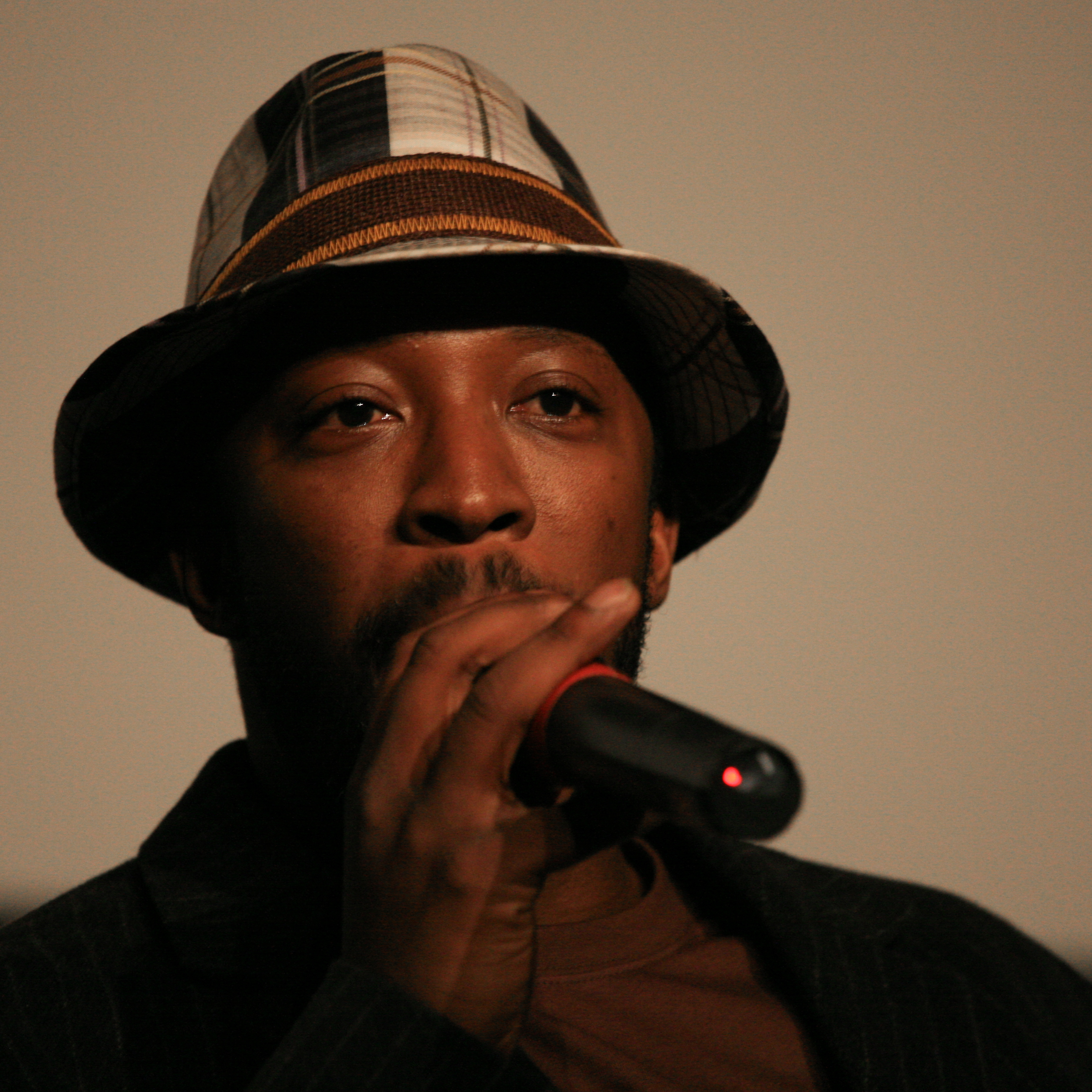
Shaun Parkes spielt Frank Crichlow, Inhaber des Mangrove

Shaun Parkes spielt Frank Crichlow, den Inhaber der Mangrove, Llewella Gideon seine Tante Betty, die Köchin des Restaurants. Letitia Wright spielt die britische Black-Panther-Anführerin Altheia Jones-LeCointe. Malachi Kirby ist als der Aktivist Darcus Howe zu sehen. Alex Jennings übernahm die Rolle von Richter Edward Clarke. Sam Spruell spielt den Polizisten Frank Pulley. Derek Griffiths ist in einem Cameo-Auftritt in der Rolle von C. L. R. James zu sehen, Howes Onkel. James war ein sozialistischer Historiker, der „The Black Jacobins“ schrieb, um Fälle zu beleuchten, in denen heldenhafte schwarze Figuren als Wegbereiter ihres eigenen Fortschritts dienten. Jack Lowden spielt Ian MacDonald, den jungen weißen Anwalt der Mangrove Nine und eine Schlüsselfigur bei der Einführung der britischen Antidiskriminierungsgesetze. Gary Beadle spielt Frank Crichlows alten Kumpel Dol Isaacs. Rocheda Sandall spielt die in Großbritannien geborene Barbara Beese, Darcus Howes damalige Lebensgefährtin.
Als Kameramann fungierte, wie auch bei allen anderen vier Filmen der Reihe, Shabier Kirchner. Für Mangrove verwendete er 35-mm-Filmmaterial, was dem Film etwas Körniges verlieh. Gedreht wurde im Norden Londons, wo man in Kilburn die Straßen des Londoner Stadtteils Notting Hill nachgebaut hatte, wo im Film der Protestmarsch stattfindet, und hatte den Filmset den 1960er Jahren angepasst. Das Szenenbild stammt von Helen Scott.

### Veröffentlichung
Anfang Juni 2020 wurde bekannt, dass sich Mangrove in der „offiziellen Selektion“, einer Auswahl von 56 Filmen der ursprünglich für Mai 2020 geplanten Filmfestspiele von Cannes befindet, die aufgrund der Coronavirus-Pandemie in ihrer gewohnten Form abgesagt wurden. Wie auch Lovers Rock, der ebenfalls in Cannes gezeigt werden sollte, widmete McQueen den Film George Floyd. Eine erste Vorstellung erfolgte am 25. September im Rahmen des New York Film Festivals, wo Lovers Rock ebenfalls vorgestellt wird. Am 7. Oktober 2020 eröffnete Mangrove das London Film Festival und feierte hier seine Europapremiere.
Anfang August 2020 stellte BBC One den ersten Trailer vor und damit auch einen ersten der Small-Axes-Filmreihe. Zum gewählten Veröffentlichungstermin des Trailers erklärte McQueen, der 9. August sei der 50. Jahrestag des „Mangrove March“ gewesen, der dazu führte, dass neun unschuldige schwarze Frauen und Männer verhaftet wurden: „Es war ein Marsch, der durch die unerbittliche Brutalität der Polizei in Notting Hill notwendig wurde. Zum Gedenken an die Tapferkeit dieser Aktivisten der Gemeinschaft und der neun, die später wegen Aufruhrs mit dem Richter freigesprochen wurden, der 'Beweise für Rassenhass' anführt, teile ich den Trailer von Mangrove“. Am 20. November 2020 wurde der Film in den USA über Amazon Prime Video veröffentlicht. Die Ausstrahlung bei BBC One erfolgte bereits am 15. November 2020.
Seit dem 25. März 2022 ist Mangrove auf dem BBC-Player im Channel-Angebot von Amazon Prime mit deutscher Synchronisation verfügbar. Am 4. Juni 2022 soll Mangrove gemeinsam mit den anderen Teilen der Reihe als Kaufdownload zur Verfügung stehen, gefolgt von einer Veröffentlichung der gesamten Reihe auf DVD inklusive umfangreichen Bonusmaterial am 24. Juni 2022. Die Erstausstrahlung des Films im deutschen Free-TV erfolgte am 18. März 2023 bei One.

## Rezeption

### Kritiken

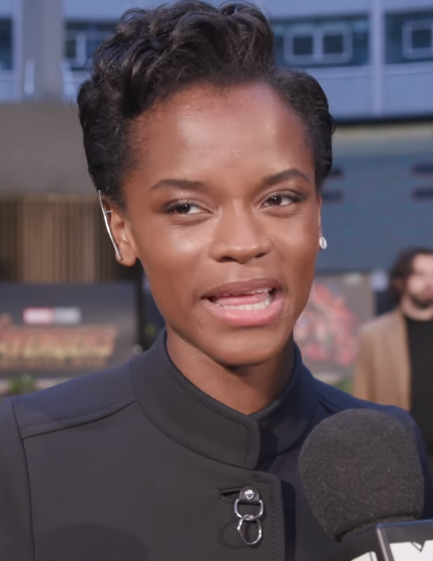
Letitia Wright spielt die britische Black-Panther-Anführerin Altheia Jones-LeCointe

Der Film konnte bislang 99 Prozent aller bei Rotten Tomatoes erfassten Kritiker überzeugen und erhielt hierbei eine durchschnittliche Bewertung von 8,9 der möglichen 10 Punkte. Auf Metacritic erhielt Mangrove einen Metascore von 90 von 100 möglichen Punkten.
Tim Lindemann von epd Film schreibt in seiner Kritik, Mangrove zeichne mit großer Liebe zum Detail die historische Atmosphäre nach und funktioniere sowohl als spannender Gerichtsthriller als auch als Chronik schwarzen Widerstandes. Zudem habe Steve McQueen seinen Cast bis in die Nebenrollen mit grandiosen Charakterschauspielern besetzt.

### Auszeichnungen
Chicago Film Critics Association Awards 2020
- Nominierung als Beste Nebendarstellerin (Letitia Wright)[31]

Florida Film Critics Circle Awards 2020
- Auszeichnung als Bestes Ensemble[32]

London Critics’ Circle Film Awards 2021
- Auszeichnung als Bester Nebendarsteller (Shaun Parkes)
- Nominierung als Bester britischer Film[33][34]

NAACP Image Awards 2021
- Nominierung für die Beste Regie in einer Dramaserie (Steve McQueen)[35]